# محمود قطب مغیثی
محمود ملقب به قطب مُغیثی خوشنویس صاحب نام قرن نهم هجری و از شاگردان جعفر تبریزی معروف به بایسنقری بوده است. او در کتابخانه سلطان ابراهیم میرزا به‌کتابت مشغول بوده و به‌مناسبت لقب او (مغیث السلطنة والدّین) آثارش را «مغیثی» و «سلطانی» امضاء می‌کرده است. او را در خطوط ششگانه هم‌طراز یاقوت مستعصمی دانسته‌اند. از او قرآنی در کتابخانه سلطنتی سابق موجود است که تاریخ ۸۴۶ه‍. ق دارد؛ اما تاریخ دقیق درگذشتش معلوم نیست.